# 瀬戸地域
瀬戸地域（せと ちいき）は、岡山県岡山市東区にある広域地区。かつての赤磐郡瀬戸町（せとちょう）に相当する。2007年1月22日に岡山市に編入合併し、瀬戸支所の管轄地域となった。
2010年現在、地域内全域の大字に「瀬戸町」の名を冠している。

## 概要
岡山市の最東部にあたり、岡山県の南東部、旧赤磐郡の南端に位置する。北隣は赤磐市（旧赤磐郡山陽町）、西隣は岡山市東区上道地域（旧上道郡上道町）、南隣は岡山市東区西大寺（旧西大寺市）、東隣は赤磐市（旧赤磐郡熊山町）である。
地区の中央に鉄砲山と呼ぶ小高い山があり、周辺は瀬戸鉄砲山公園が整備され、山頂にはテレビ放送の備前瀬戸中継局が設置されている。その東側を吉井川、西側を砂川が流れている。
鉄砲山と砂川にはさまれた瀬戸駅周辺地区、砂川西岸の玉井地区、鉄砲山南麓の潟瀬地区、および鉄砲山から北東にやや離れた吉井川流域の万富地区からなる。
南西部と北東部にはやや平地が広がるが大半は標高100m - 350mの丘陵地となっている。町の東端を吉井川が北から南に流れており、川沿いの北東部・万富地区に麒麟麦酒岡山工場があり、平成19年4月には中四国では初の体育学部を要する「環太平洋大学(IPU)」が設立された。

## 地勢
主な自然環境
- 山:鉄砲山（166m）、龍王山（242m）、大森山（351m）
- 河川: 吉井川、砂川
- 池: 鍛冶屋大池、宮池

## 行政
- 岡山市東区役所瀬戸支所
- 赤磐警察署 - 2005年3月7日に瀬戸警察署から改称。
- 岡山市東消防署瀬戸出張所
- 広島国税局瀬戸税務署
- 岡山市保健所 - 2007年1月までは瀬戸保健所が設置されていた。
- 備前瀬戸郵便局

## 経済
農業が中心産業であるが、キリンビール岡山工場が立地し、工業生産額も多い。また住民の多くは岡山市内等に通勤する勤労者である。
- 農業 - 丘陵地を利用したモモ・ブドウなどの果樹栽培を中心とした農業が盛んである。瀬戸町の篤農家大久保重五郎が開発したモモの品種白桃は画期的で、後の様々なモモの品種のルーツとなった。
- 工業 - 麒麟麦酒の工場がある。かつては果樹産地の特長を活かした缶詰工場があった。
- 商業 - 瀬戸駅周辺地区では、北隣の赤磐市下市地区と南隣の岡山市東区平島地区に大規模なショッピングセンターがいずれも車で至近距離であり、顧客を奪われてしまっているが、生活必需品の零細な商店からなる商店街がある。また万富地区では、経営者の高齢化などで商店の閉店があいつぎ、車を持たない家庭の買い物難民化が問題となっている。笹岡地域に岡山県東部最大のショッピングセンター（イオン）が進出するという構想がある。
- 金融 - 晴れの国岡山農業協同組合岡山東統括本部、中国銀行瀬戸支店、トマト銀行瀬戸支店、ゆうちょ銀行
- サービス業：病院・医院・歯科医院等の医療機関は人口の割に多い。理髪店・美容室等も比較的多い。ホテルはない。飲食店も少ない。
- 主要企業 - 麒麟麦酒岡山工場、アルテミラ製缶岡山工場、光軽金属工業など

## 教育
小学校・中学校
- 岡山市立江西小学校（旧・瀬戸町立江西小学校）
- 岡山市立千種小学校（旧・瀬戸町立千種小学校）
- 岡山市立瀬戸中学校（旧・瀬戸町立瀬戸中学校）

高等学校
- 岡山県立瀬戸高等学校
- 岡山県立瀬戸南高等学校

四年制大学
- 環太平洋大学岡山第1キャンパス - 2007年4月開校

短期大学
- 神戸女子大学瀬戸短期大学 - 2004年3月31日閉校、神戸女子大学跡に環太平洋大学が開設。

## 交通
鉄道路線
- 西日本旅客鉄道
  - 山陽本線：万富駅 - 瀬戸駅

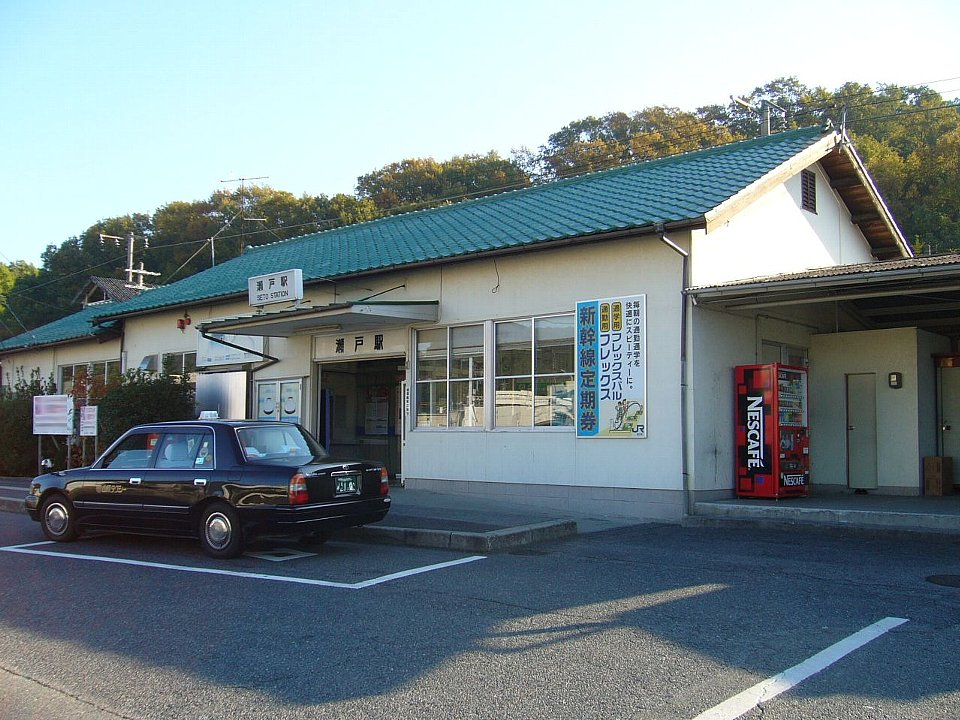
瀬戸駅

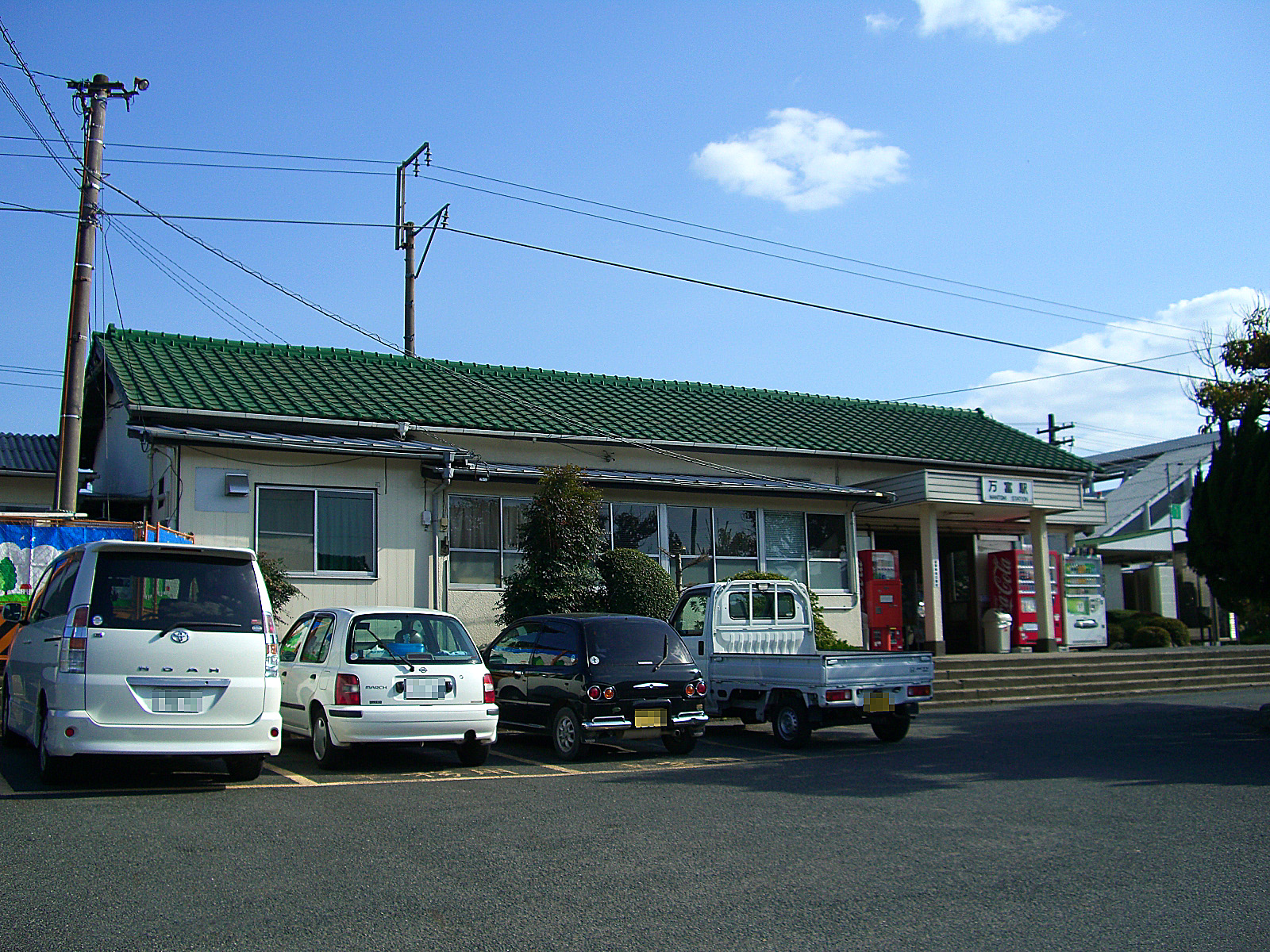
万富駅

  - 山陽新幹線：駅はないが、住民のほとんどは岡山駅を利用する。

バス路線
- 宇野バス
  - 瀬戸駅 - 表町BC・岡山駅
  - 瀬戸駅 - ネオポリス東6丁目、ネオポリス西9丁目
  - ネオポリス東6丁目 - 瀬戸駅 - 東平島（東平島行のみ）
- かつて瀬戸町当時は、瀬戸町営バスも存在した。

道路
- 高速道路
  - 山陽自動車道 - 瀬戸PA
  - 美作岡山道路 - 瀬戸IC
- 一般国道
- 地域内を走る一般国道はなし
- 都道府県道
  - 岡山県道37号西大寺山陽線
  - 岡山県道79号佐伯長船線
  - 岡山県道96号岡山赤穂線
  - 岡山県道178号瀬戸停車場線
  - 岡山県道179号万富停車場弓削線
  - 岡山県道220号沼瀬戸線
  - 岡山県道221号一日市瀬戸線
  - 岡山県道251号馬屋瀬戸線
  - 岡山県道252号万富吉井線
  - 岡山県道254号可真上万富停車場線

## 名所

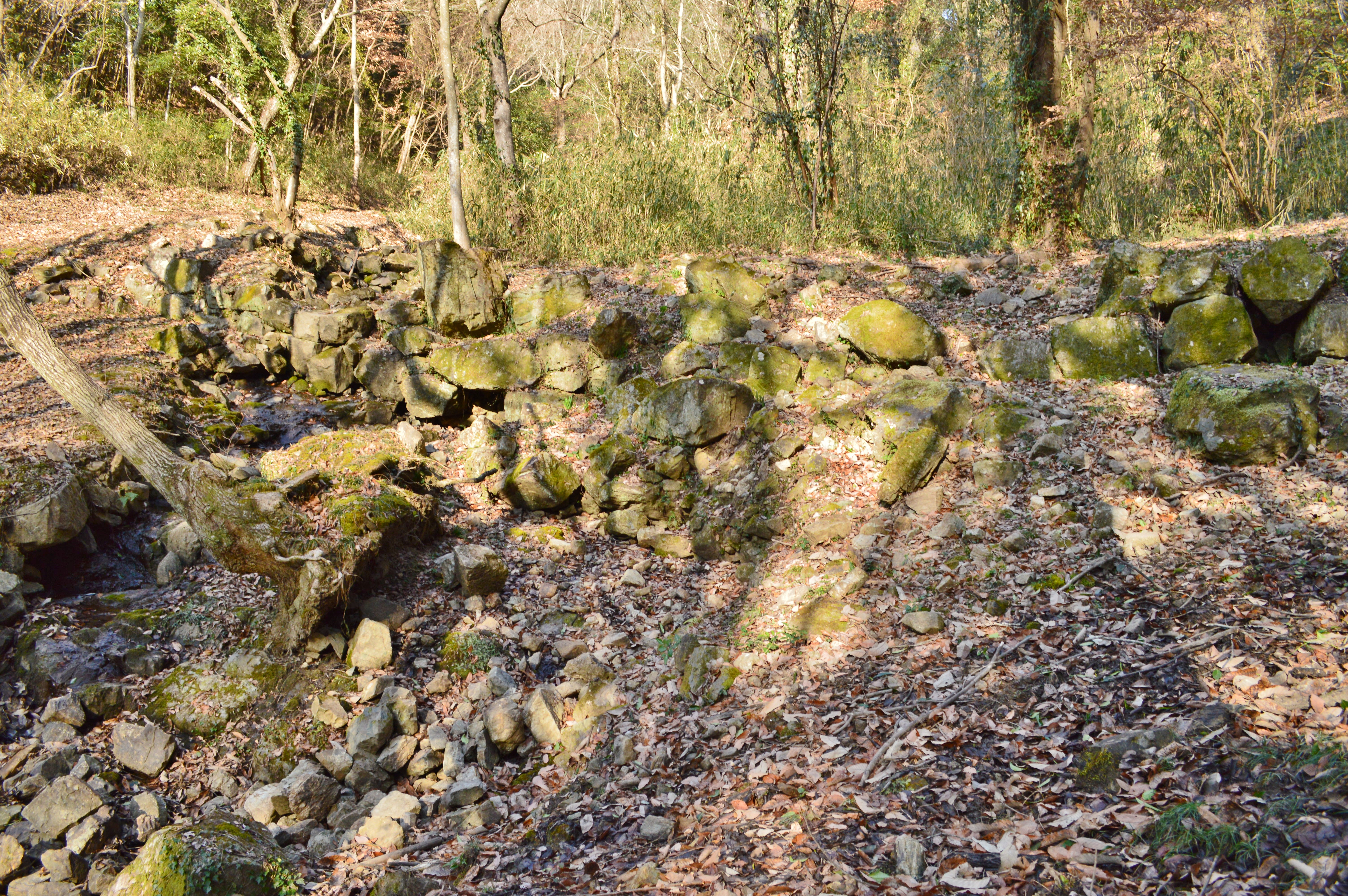
大廻小廻山城跡

- 宗堂桜 - 寛永年間（1624年 - 1644年）宗堂山妙泉寺（現存しない）の住職雲哲が植えたものとされ、現在は岡山県指定の天然記念物となっている。
- 万富東大寺瓦窯跡
- 大廻山小廻山城

## その他
電話番号
電話の単位料金区域は岡山瀬戸MAに属し、市外局番は、086（600 - 609、950 - 959、994 - 999）となっている。
- 2001年3月3日に逼迫対策で08695（2 - 9）から0869（50 - 59）に変更。
- 2006年3月4日に再度の逼迫対策で0869（50 - 59）から086（600 - 609、950 - 959）に再変更。
  - なお、それまで同一の市外局番だった、邑久MA（瀬戸内市）は0869（20 - 29、34）、備前MA（備前市・和気町・赤磐市熊山地区）は0869（60 - 89、92 - 93）・08699（4 - 9）のまま変更なし。
- 2008年3月1日より、備前MAから赤磐市熊山地区（08699（4 - 9）→ 086（994 - 999））が当該MAに編入。
  - なお、その他の備前MA（備前市・和気町）は従来通り0869（60 - 89、92 - 93）のまま変更なし。
- 2011年2月23日より、久米南町の一部（086（958）→ 0867（28）、加入者番号も大幅に変更）が福渡MAに編入。

- 岡山瀬戸MAに属している地域
  - 赤磐市（山陽地区の一部を除く）・岡山市東区瀬戸町・美咲町（柵原地区の一部（高下・飯岡））

郵便番号
郵便物の集配は、以下の支店が行っている。
- 備前瀬戸支店:709-08xx、709-06xx、701-22xx、709-07xx